# 双葉ゆり
ふたば ゆり（ふたば ゆり、3月17日 - ）は、日本の女性アイドルグループ「MADMAO」の元メンバーである。株式会社野良猫堂所属。
以前は、天晴れ!原宿の元メンバーとして、天月ゆりの芸名で活動。

## 略歴
- 2016年7月2日：天月ゆりの芸名で天晴れ!原宿のメンバーとしてデビュー。
- 2018年1月16日：『天晴れ!原宿単独公演～天月ゆり卒業公演～』in TSUTAYA O-WESTをもって、家庭の事情により卒業。
- 2019年7月29日：渋谷ストリームホールで開催された『SHIBUYAアイドルストリーマーズSPECIAL』でラルムーンとしてプレデビュー。[2]
- 2019年9月23日：東京芸術センター天空劇場で、ラルムーン お披露目デビュー単独公演 『リスタート〜七色の未来へ〜』を開催。ラルムーンとして正式に活動を開始。しかし、当日緊急入院のため欠席[3]。
- 2020年10月3日：講談社「ミスiD」セミファイナリスト進出[4]。
- 2021年8月：ラルムーンが活動休止し、MADMAOとしてデビューする。
- 2022年：MADMAOが活動休止する。

## 人物
- 趣味はゲーム、アニメ。
- 特技はディズニーの曲を聴くと泣くこと。